# Powiat Oberpullendorf
Powiat Oberpullendorf (niem. Bezirk Oberpullendorf) – powiat w Austrii, w kraju związkowym Burgenland, przy granicy austriacko-węgierskiej. Siedziba powiatu znajduje się w mieście Oberpullendorf.

## Geografia
Północna część powiatu leży w Górach Soprońskich.
Największą rzeką powiatu jest Rabnitz.
Powiat graniczy: na północy i wschodzie z węgierskim komitacie Győr-Moson-Sopron, na południowym wschodzie z komitatem Vas, na południu z powiatem Oberwart, na zachodzie z powiatem Wiener Neustadt-Land (w Dolnej Austrii), na północnym wschodzie z powiatem Mattersburg.

## Podział administracyjny
Powiat podzielony jest na 28 gmin, w tym jedną gminę miejską (Stadt), 14 gmin targowych (Marktgemeinde) oraz 13 gmin wiejskich (Gemeinde).
| Miasta 1. Oberpullendorf (3286) Gminy targowe 1. Deutschkreutz (3180) 2. Draßmarkt (1371) 3. Horitschon (1821) 4. Kobersdorf (1893) 5. Lackenbach (1160) 6. Lockenhaus (2068) 7. Lutzmannsburg (825) 8. Markt Sankt Martin (1259) 9. Neckenmarkt (1660) 10. Raiding (895) 11. Steinberg-Dörfl (1299) 12. Stoob (1350) 13. Unterfrauenhaid (652) 14. Weppersdorf (1894) | Gminy 1. Frankenau-Unterpullendorf (1090) 2. Großwarasdorf (1364) 3. Kaisersdorf (599) 4. Lackendorf (606) 5. Mannersdorf an der Rabnitz (1761) 6. Neutal (1130) 7. Nikitsch (1427) 8. Oberloisdorf (806) 9. Pilgersdorf (1595) 10. Piringsdorf (832) 11. Ritzing (922) 12. Unterrabnitz-Schwendgraben (640) 13. Weingraben (358) |

(liczba mieszkańców 1 stycznia 2023)

## Transport
Przez powiat przebiega droga kespresowa S31 (Burgenland Schnellstraße), drogi krajowe B50 (Burgenland Straße), B55 (Kirchschlager Straße), krajowe B56 (Geschriebenstein Straße), krajowe B61 (Günser Straße) i krajowe B62 (Deutschkreuzer Straße).